# Phoberomys pattersoni
Phoberomys pattersoni, numera utdöd gnagare som antas ha varit 3 meter lång och vägt omkring 700 kg. Ett nästan komplett skelett har återfunnits i Venezuela.
Artepitetet i det vetenskapliga namnet hedrar forskaren Brian Patterson som undersökte regionen under 1970-talet.
Enligt uppskattningar hade arten 20 centimeter långa framtänder. Den hade antagligen samma levnadssätt som den nu levande kapybaran.
En upphittad fossil var till 90 procent fullständig. Upptäckten gjordes av forskare från Venezuela, Tyskland och USA.